# Desperáti (film)
Desperáti (originální název The Desperadoes) je americký western z roku 1943 produkce Columbia Pictures s Randolphem Scottem a Glennem Fordem v hlavní roli. Režisérem filmu byl Charles Vidor. Premiéru měl 25. května 1943 v USA.
Film se odehrává v roce 1863, v době americké občanské války a vypráví o tlupě desperátů, kteří vyloupili banku na popud mazaného bankéře (Porter Hall). Jsou však pronásledováni šerifem (Randolph Scott) a jeho přítelem, bývalým zločincem (Glenn Ford), který je rozhodnutý dokázat, že jeho obvinění z loupeže je falešné.